# Мочериш (Караш-Северин)
Мочериш (рум. Moceriș) насеље је у Румунији у округу Караш-Северин у општини Лапушнику Маре. Oпштина се налази на надморској висини од 227 m.

## Прошлост
Аустријски царски ревизор Ерлер је 1774. године констатовао да место "Мосериш" припада Алмажком крају, Оршавског дистрикта. Село има милитарски статус а становништво је било претежно влашко.

## Становништво
Према подацима из 2002. године у насељу је живело 704 становника, од којих су сви румунске националности.